# Medina, San José Iturbide
Medina är en ort i Mexiko.   Den ligger i kommunen San José Iturbide och delstaten Guanajuato, i den centrala delen av landet, 210 km nordväst om huvudstaden Mexico City. Medina ligger 2 164 meter över havet och antalet invånare är 946.
Terrängen runt Medina är huvudsakligen kuperad, men åt sydväst är den platt. Runt Medina är det ganska tätbefolkat, med 144 invånare per kvadratkilometer. Närmaste större samhälle är San José Iturbide, 11,8 km norr om Medina. Trakten runt Medina består i huvudsak av gräsmarker.